# Бабна Гора (Доброва-Полхов Градець)
Бабна Гора (словен. Babna Gora) — поселення в общині Доброва-Полхов Градець, Осреднєсловенський регіон, Словенія. 
Висота над рівнем моря: 439,9 м.